# ウーゴ・チェルレッティ

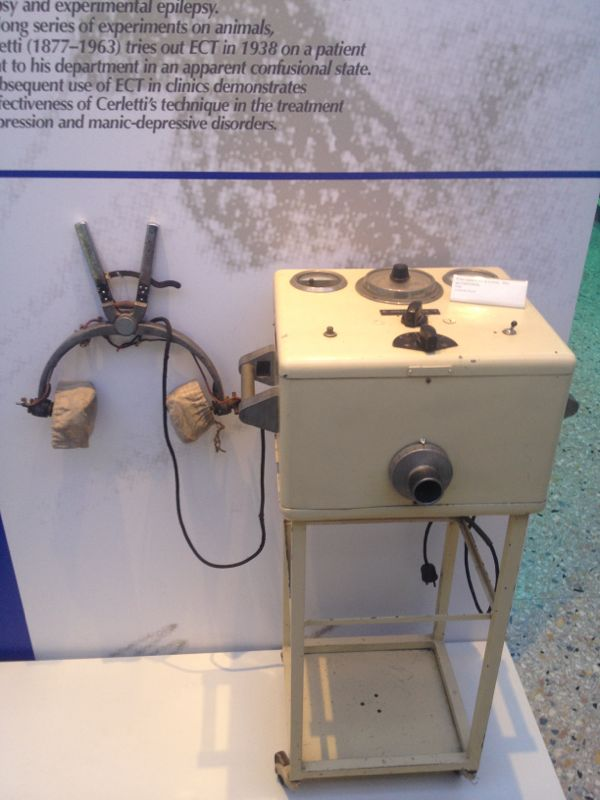
ローマの医学史博物館に保存されているウーゴ・チェルレッティのECTマシーン

ウーゴ・ツェルレッティ（Ugo Cerletti, 1877年9月26日 - 1963年6月25日）は、イタリアの神経学者。1938年にルシオ・ビニ(Lucio Bini)と共に精神医学で使用される電気けいれん療法 (electroconvulsive therapy:ECT) を開発した。電気けいれん療法は、電流を使用して短時間の発作を誘発する療法である。この治療法は、特定の精神障害を治療するために使用され、他の可能な治療法が精神障害の人を治療できない、または治療できない場合に役立つ可能性がある。